# Pomnik Stanisława Moniuszki w Łodzi
Pomnik-popiersie Stanisława Moniuszki ufundowany przez mieszkańców w 1963 roku.
Monument znajduje się w parku im Stanisława Moniuszki w Łodzi. Autorami rzeźby są Elwira i Jerzy Mazurczyk.